# Nuoto ai campionati europei di nuoto 2024 - 50 metri dorso maschili
La gara degli 50 metri dorso maschili dei campionati europei di nuoto 2024 si è svolta il 20 e il 21 giugno 2024 presso il Centro Sportivo Milan Gale Muškatirović di Belgrado.

## Podio
| Pos.    | Atleta                 | Nazione |
| ------- | ---------------------- | ------- |
| Oro     | Apostolos Christou     | Grecia  |
| Argento | Ksawery Masiuk         | Polonia |
| Bronzo  | Eyaggelos Makrygiannis | Grecia  |

## Record
Prima della manifestazione il record del mondo (RM) e il record dei campionati (RC) erano i seguenti.
|  | 23"55 | Kliment Kolesnikov | 27 luglio 2023 Kazan'   |
|  | 23"80 | Kliment Kolesnikov | 18 maggio 2021 Budapest |
|  | 23"80 | Kliment Kolesnikov | 18 maggio 2021 Budapest |

Durante la competizione non sono stati migliorati record.

## Programma
| Data           | Ora   | Turno      |
| -------------- | ----- | ---------- |
| 20 giugno 2024 | 10:05 | Batterie   |
| 20 giugno 2024 | 19:00 | Semifinali |
| 21 giugno 2024 | 19:54 | Finale     |

## Risultati

### Batterie
| Pos. | Batteria | Corsia | Atleta                     | Nazionalità          | Tempo       | Note |
| ---- | -------- | ------ | -------------------------- | -------------------- | ----------- | ---- |
| 1    | 3        | 4      | Apostolos Christou         | Grecia               | 24"66       | Q    |
| 2    | 5        | 5      | Eyaggelos Makrygiannis     | Grecia               | 24"84       | Q    |
| 3    | 4        | 4      | Ksawery Masiuk             | Polonia              | 24"95       | Q    |
| 4    | 3        | 8      | Hubert Kós                 | Ungheria             | 24"96       | Q    |
| 5    | 5        | 6      | Thierry Bollin             | Svizzera             | 25"04       | Q    |
| 6    | 4        | 7      | Tomer Shuster              | Israele              | 25"18       | Q    |
| 7    | 5        | 4      | Michael Laitarovsky        | Israele              | 25"19       | Q    |
| 8    | 3        | 7      | Ádám Jászó                 | Ungheria             | 25"22       | Q    |
| 9    | 4        | 5      | Oleksandr Zheltyakov       | Ucraina              | 25"29       | Q    |
| 10   | 3        | 5      | Kacper Stokowski           | Polonia              | 25"41       | Q    |
| 11   | 3        | 6      | David Gerchik              | Israele              | 25"46       |      |
| 12   | 5        | 3      | Conor Ferguson             | Irlanda              | 25"55       | Q    |
| 13   | 5        | 0      | Ralf Tribuntsov            | Estonia              | 25"57       | Q    |
| 14   | 4        | 3      | Denis-Laurean Popescu      | Romania              | 25"58       | Q    |
| 15   | 3        | 1      | Piotr Ludwiczak            | Polonia              | 25"65       |      |
| 16   | 3        | 9      | Dino Hasibović Sirotanović | Bosnia ed Erzegovina | 25"81       | Q    |
| 17   | 3        | 3      | Cornelius Jahn             | Germania             | 25"82       | Q    |
| 18   | 4        | 1      | Robert Falborg Pedersen    | Danimarca            | 25"88       | Q    |
| 19   | 3        | 2      | Anastasios Kougkoulos      | Grecia               | 25"89       |      |
| 20   | 4        | 2      | Mert Ali Satır             | Turchia              | 25"93       |      |
| 21   | 2        | 1      | Max Halbeisen              | Austria              | 25"94       |      |
| 22   | 4        | 9      | Moritz Dittrich            | Austria              | 25"96       |      |
| 23   | 2        | 6      | Ognjen Kovačević           | Serbia               | 25"99       |      |
| 24   | 5        | 8      | Djordje Dragojlović        | Serbia               | 26"09       |      |
| 25   | 2        | 4      | Kaloyan Levterov           | Bulgaria             | 26"16       |      |
| 26   | 2        | 3      | Ronny Brannkarr            | Finlandia            | 26"18       |      |
| 27   | 4        | 0      | Samuel Tornqvist           | Svezia               | 26"19       |      |
| 28   | 5        | 9      | Andrea Petković            | Serbia               | 26"20       |      |
| 29   | 2        | 5      | Christian Diener           | Germania             | 26"23       |      |
| 30   | 2        | 8      | Artem Selin                | Germania             | 26"37       |      |
| 31   | 2        | 0      | Lovro Serdarević           | Croazia              | 26"43       |      |
| 32   | 2        | 2      | Nikola Dokmanović          | Serbia               | 26"51       |      |
| 33   | 5        | 1      | Adam Maraana               | Israele              | 26"57       |      |
| 34   | 1        | 4      | Anže Ferš Eržen            | Slovenia             | 26"62       |      |
| 35   | 2        | 9      | Ronens Kermans             | Lettonia             | 26"88       |      |
| 35   | 3        | 0      | Jack Skerry                | Gran Bretagna        | 26"88       |      |
| 37   | 1        | 5      | Zhulian Lavdaniti          | Albania              | 27"17       |      |
| 38   | 1        | 3      | Andrej Stojanovski         | Macedonia del Nord   | 27"63       |      |
| 39   | 1        | 1      | Olli Kokko                 | Finlandia            | 27"81       |      |
| 40   | 1        | 6      | Rashad Alguliev            | Azerbaigian          | 27"86       |      |
| DNS  | 1        | 2      | Ari-Pekka Liukkonen        | Finlandia            | Non partito |      |
| DNS  | 1        | 7      | Kalle Mäkinen              | Finlandia            |             |      |
| DNS  | 2        | 7      | Lars Kuljus                | Estonia              |             |      |
| DNS  | 4        | 6      | Björn Seeliger             | Svezia               |             |      |
| DNS  | 4        | 8      | Ádám Telegdy               | Ungheria             |             |      |
| DNS  | 5        | 2      | Shane Ryan                 | Irlanda              |             |      |
| DNS  | 5        | 7      | Benedek Kovács             | Ungheria             |             |      |

### Semifinali
| Pos. | Batteria | Corsia | Atleta                     | Nazionalità          | Tempo | Note |
| ---- | -------- | ------ | -------------------------- | -------------------- | ----- | ---- |
| 1    | 2        | 4      | Apostolos Christou         | Grecia               | 24"52 | Q    |
| 2    | 2        | 5      | Ksawery Masiuk             | Polonia              | 24"72 | Q    |
| 3    | 1        | 4      | Eyaggelos Makrygiannis     | Grecia               | 24"73 | Q    |
| 4    | 2        | 6      | Michael Laitarovsky        | Israele              | 24"87 | Q    |
| 5    | 1        | 7      | Ralf Tribuntsov            | Estonia              | 24"89 | Q    |
| 6    | 1        | 6      | Ádám Jászó                 | Ungheria             | 24"97 | Q    |
| 7    | 2        | 7      | Conor Ferguson             | Irlanda              | 25"01 | Q    |
| 8    | 1        | 5      | Hubert Kós                 | Ungheria             | 25"07 | Q    |
| 9    | 2        | 2      | Oleksandr Zheltyakov       | Ucraina              | 25"21 |      |
| 10   | 2        | 3      | Thierry Bollin             | Svizzera             | 25"33 |      |
| 11   | 2        | 8      | Cornelius Jahn             | Germania             | 25"38 |      |
| 12   | 1        | 3      | Tomer Shuster              | Israele              | 25"39 |      |
| 13   | 1        | 2      | Kacper Stokowski           | Polonia              | 25"43 |      |
| 14   | 1        | 8      | Robert Falborg Pedersen    | Danimarca            | 25"53 |      |
| 15   | 1        | 1      | Dino Hasibović Sirotanović | Bosnia ed Erzegovina | 26"09 |      |
| 16   | 2        | 1      | Denis-Laurean Popescu      | Romania              | 26"81 |      |

### Finale
| Pos.    | Corsia | Atleta                 | Nazionalità | Tempo | Note |
| ------- | ------ | ---------------------- | ----------- | ----- | ---- |
| Oro     | 4      | Apostolos Christou     | Grecia      | 24"39 |      |
| Argento | 5      | Ksawery Masiuk         | Polonia     | 24"63 |      |
| Bronzo  | 3      | Eyaggelos Makrygiannis | Grecia      | 24"74 |      |
| 4       | 6      | Michael Laitarovsky    | Israele     | 24"76 |      |
| 5       | 8      | Hubert Kós             | Ungheria    | 24"85 |      |
| 6       | 1      | Conor Ferguson         | Irlanda     | 24"87 |      |
| 7       | 7      | Ádám Jászó             | Ungheria    | 24"91 |      |
| 8       | 2      | Ralf Tribuntsov        | Estonia     | 25"18 |      |